# Arsenal Football Club 2024-2025
Questa voce raccoglie le informazioni riguardanti l'Arsenal Football Club nelle competizioni ufficiali della stagione 2024-2025.

## Stagione

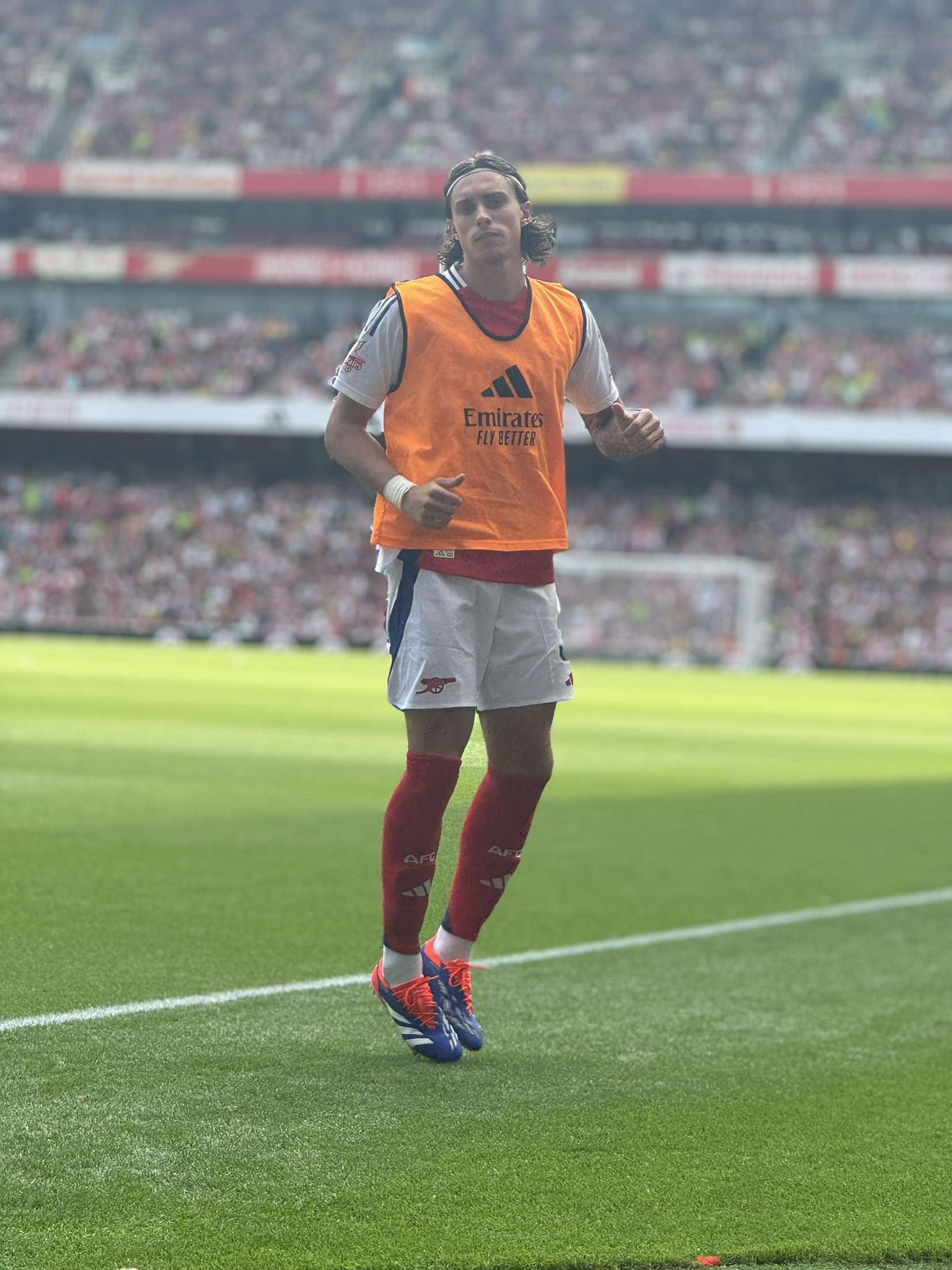
Riccardo Calafiori, il nuovo acquisto dei Gunners per 33,6 milioni di sterline più 8,4 milioni di bonus.

La tournée estiva della squadra si svolge negli Stati Uniti dove vengono convocati 26 giocatori, 12 dei quali facenti parte delle giovanili a causa del termine dell'Europeo e della Copa América che fa slittare la convocazione di molti giocatori, tra i quali David Raya vincitore con la Spagna. Tre giorni dopo si è disputata la prima amichevole che ha visto coinvolti i Gunners al Dignity Health Sports Park contro il Bournemouth, riuscendo a batterli ai rigori per 5-4 dopo il pareggio dei tempi regolamentari con il gol di Fábio Vieira. La seconda amichevole è andata in scena al SoFi Stadium di Los Angeles contro il Manchester United, finita per 2-1 con le reti di Gabriel Jesus e Gabriel Martinelli e la sconfitta per 4-3 ai rigori. L'ultima amichevole in territorio statunitense si è svolta il 31 luglio al Lincoln Financial Field di Filadelfia contro il Liverpool, con i Reds che hanno avuto la meglio per 2-1 nonostante la rete di Kai Havertz. Di ritorno in Inghilterra, il 7 agosto si è svolta all'Emirates Stadium un amichevole contro il Bayer Leverkusen, vinta per 4-0 grazie alle reti di Zinčenko, Trossard, Gabriel Jesus ed Havertz. L'11 agosto è andata in scena, sempre a Londra, l'edizione 2024 dell'Emirates Cup con i Gunners che hanno sconfitto per 2-0 l'Olympique Lione con i gol di Saliba e Gabriel.
Durante la sessione di mercato estiva viene riscattato David Raya dal Brentford per 27 milioni, dopo che si è subito imposto come titolare la passata stagione vincendo anche il premio come miglior portiere della Premier League. L'altro acquisto che porta il calciomercato è l'italiano Riccardo Calafiori dal Bologna per 33,6 milioni di sterline più 8,4 milioni di bonus. Il 27 agosto, viene ufficializzato anche l'acquisto di Mikel Merino, fresco vincitore dell'Europeo, per 28,4 milioni di sterline più 4,2 milioni di bonus. Come ultimi acquisti nell'ultimo giorni di mercato, vengono presi in prestito per una stagione il portiere brasiliano Norberto Neto dal Bournemouth, e Raheem Sterling dal Chelsea. Tornano inoltre dal prestito vari giocatori, tra i quali anche lo scozzese Kieran Tierney.
In uscita, non vengono rinnovati i contratti di Mohamed Elneny e Cédric Soares che lasciano il club a zero, oltre ad altri 20 giocatori provenienti dalle giovanili. Le cessioni più importanti sono quelle di Emile Smith Rowe, ceduto al Fulham per 27 milioni di sterline più 7 milioni di bonus, Eddie Nketiah al Crystal Palace per 29,7 milioni di euro, e quella di Aaron Ramsdale al Southampton per 21,4 milioni di euro. Vengono effettuate molte cessioni a titolo definitivo soprattutto di giovani come quelle di Mika Biereth allo Sturm Graz per 4 milioni di sterline, e di Brooke Norton-Cuffy al Genoa per 2 milioni di sterline. Vengono inoltre ceduti in prestito Albert Sambi Lokonga al Siviglia, Nuno Tavares alla Lazio, Karl Hein al Real Valladolid dopo le ottime prestazioni nella tournée, Fábio Vieira al Porto, e Reiss Nelson al Fulham.
L'esordio ufficiale della squadra avviene sabato 17 agosto 2024 nella prima giornata di Premier League disputata all'Emirates Stadium e vinta per 2-0 contro il Wolverhampton grazie alle reti di Kai Havertz e Bukayo Saka, autori anche dei due assist. Non varia il punteggio nella seconda giornata contro l'Aston Villa, dove i Gunners espugnano il Villa Park di Birmingham grazie alle reti di Leandro Trossard e Thomas. Nella giornata seguente arriva il primo stop stagionale, con il pareggio casalingo per 1-1 contro il Brighton con rete di Havertz. Nella quarta giornata, i Gunners espugnano il Tottenham Hotspur Stadium nel Derby del Nord di Londra contro il Tottenham grazie alla rete decisiva di testa di Gabriel.

## Maglie e sponsor
Per la sesta stagione consecutiva viene confermato adidas come sponsor tecnico. Viene confermato anche come main partner Fly Emirates. Altra riconferma è Visit Rwanda come sleeve sponsor.
La prima maglia è stata rivelata il 16 maggio e presenta i tradizionali colori sociali della squadra: rosso per la divisa ed i calzettoni e bianco per le maniche ed i pantaloncini. Inoltre, per la prima volta dalla stagione 1989-1990 lo storico cannone del club viene rappresentato al di fuori del logo.
La seconda maglia è stata presentata il 18 luglio e rappresenta un riconoscimento a tutti i giocatori e tifosi del club di origine africana a sostengo dell'ottimo rapporto tra il North London e l'Africa. La maglia presenta una base di color nero, così come i pantaloncini ed i calzettoni, con strisce verdi e rosse presenti sul colletto e sulle spalle. Appare poi una grafica bianca a zig-zag che parte dalle spalle e continua sui fianchi fino ad arrivare ai pantaloncini.
La terza magia viene svelata il 12 agosto. Il colore principale della divisa è il verde acqua con del lilla sfumato sul davanti della maglia. Il colletto e le maniche della divisa sono blu marino, così come i pantaloncini ed i calzettoni.
| Casa | Trasferta | Terza divisa |

Per i portieri sono disponibili quattro divise in varianti gialla, rosa e due versioni nere.
| 1ª portiere | 2ª portiere | 3ª portiere | 4ª portiere |

## Organigramma societario
Area direttiva
- Presidente: Stan Kroenke, Josh Kroenke
- Vice Presidente: Tim Lewis
- Amministratore Delegato: Richard Garlick[40]
- Chief Commercial Officer: Luca Danovaro
- Chief Financial Officer: Stuart Wisely
- Chief People Officer: Karen Ann Josephides
- Chief Operating Officer: Karen Smart
- Direttore non-esecutivo: Philip Harris
- Direttore delle comunicazioni: Kate Laurens

Area sportiva e tecnica
- Direttore sportivo: Edu Gaspar
- Allenatore: Mikel Arteta
- Vice allenatore: Albert Stuivenberg
- Assistente allenatore: Carlos Cuesta, Miguel Molina
- Collaboratori tecnici: Nicolas Jover
- Preparatori atletici: Barry Solan, Sam Wilson
- Preparatore dei portieri: Iñaki Caña, Terry Mason
- Responsabile settore giovanile: Per Mertesacker

Football analysis area ed Area sanitaria
- Responsabile area match analysis: Ben Chadwick
- Match analysts: Stephen Collins, Sam Hayball
- Video analysts: Kevin Balvers, Andrew Moschini, Emmanuel Yahaya, Stepney Thurgood, Jimmy Wilcox
- Responsabile settore medico: Zafar Iqbal
- Medici prima squadra: Florence Newton
- Coordinatore fisioterapisti: Takahiro Yamamoto
- Fisioterapisti: Antony Stuart, Will Storey, Simon Murphy, Rick O'Donohuge, Elliott Clarke
- Fisioterapista/osteopata: Andrea Veschi
- Nutrizionista: Tom Geeson-Brown

## Rosa
Rosa, numerazione e ruoli sono aggiornati al 7 settembre 2024.
| N. |                        | Ruolo | Calciatore         |
| -- | ---------------------- | ----- | ------------------ |
| 1  | Inghilterra (bandiera) | P     | Aaron Ramsdale     |
| 2  | Francia (bandiera)     | D     | William Saliba     |
| 3  | Scozia (bandiera)      | D     | Kieran Tierney     |
| 4  | Inghilterra (bandiera) | D     | Ben White          |
| 5  | Ghana (bandiera)       | C     | Thomas Partey      |
| 6  | Brasile (bandiera)     | D     | Gabriel            |
| 7  | Inghilterra (bandiera) | A     | Bukayo Saka        |
| 8  | Norvegia (bandiera)    | C     | Martin Ødegaard () |
| 9  | Brasile (bandiera)     | A     | Gabriel Jesus      |
| 11 | Brasile (bandiera)     | A     | Gabriel Martinelli |
| 12 | Paesi Bassi (bandiera) | D     | Jurriën Timber     |
| 14 | Inghilterra (bandiera) | A     | Eddie Nketiah      |
| 15 | Polonia (bandiera)     | D     | Jakub Kiwior       |
| 17 | Ucraina (bandiera)     | D     | Oleksandr Zinčenko |

| N. |                        | Ruolo | Calciatore         |
| -- | ---------------------- | ----- | ------------------ |
| 18 | Giappone (bandiera)    | D     | Takehiro Tomiyasu  |
| 19 | Belgio (bandiera)      | A     | Leandro Trossard   |
| 20 | Italia (bandiera)      | C     | Jorginho           |
| 21 | Portogallo (bandiera)  | C     | Fábio Vieira       |
| 22 | Spagna (bandiera)      | P     | David Raya         |
| 23 | Spagna (bandiera)      | C     | Mikel Merino       |
| 24 | Inghilterra (bandiera) | A     | Reiss Nelson       |
| 29 | Germania (bandiera)    | C     | Kai Havertz        |
| 30 | Inghilterra (bandiera) | A     | Raheem Sterling    |
| 32 | Brasile (bandiera)     | P     | Neto               |
| 33 | Italia (bandiera)      | D     | Riccardo Calafiori |
| 41 | Inghilterra (bandiera) | C     | Declan Rice        |
| 49 | Inghilterra (bandiera) | C     | Myles Lewis-Skelly |
| 53 | Inghilterra (bandiera) | A     | Ethan Nwaneri      |

## Calciomercato

### Sessione estiva(dall'1/7 all'1/9)
| Acquisti         | Acquisti                  | Acquisti          | Acquisti                                          |
| R.               | Nome                      | da                | Modalità                                          |
| ---------------- | ------------------------- | ----------------- | ------------------------------------------------- |
| P                | David Raya                | Brentford         | definitivo (27 milioni €)                         |
| D                | Riccardo Calafiori        | Bologna           | definitivo (33,6 milioni € + 8,4 milioni € bonus) |
| C                | Mikel Merino              | Real Sociedad     | definitivo (28,4 milioni € + 4,2 milioni € bonus) |
| P                | Neto                      | Bournemouth       | prestito                                          |
| A                | Raheem Sterling           | Chelsea           | prestito                                          |
| Altre operazioni |                           |                   |                                                   |
| R.               | Nome                      | da                | Modalità                                          |
| D                | Omar Rekik                | Servette          | fine prestito                                     |
| D                | Kieran Tierney            | Real Sociedad     | fine prestito                                     |
| D                | Nuno Tavares              | Nottingham Forest | fine prestito                                     |
| C                | Cătălin Cîrjan            | Rapid Bucarest    | fine prestito                                     |
| C                | Salah-Eddine Oulad M'Hand | Den Bosch         | fine prestito                                     |
| A                | Mika Biereth              | Sturm Graz        | fine prestito                                     |

| Cessioni         | Cessioni              | Cessioni            | Cessioni                                            |
| R.               | Nome                  | a                   | Modalità                                            |
| ---------------- | --------------------- | ------------------- | --------------------------------------------------- |
| P                | Ovie Ejeheri          | Midtjylland         | definitivo                                          |
| P                | Karl Hein             | Real Valladolid     | prestito                                            |
| P                | Arthur Okonkwo        | Wrexham             | definitivo                                          |
| P                | Aaron Ramsdale        | Southampton         | definitivo (21,4 milioni €)                         |
| D                | Taylor Foran          | Bromley             | definitivo                                          |
| D                | Brooke Norton-Cuffy   | Genoa               | definitivo (1,7 milioni € + 1,7 milioni € di bonus) |
| D                | Reuell Walters        | Luton Town          | definitivo                                          |
| D                | Nuno Tavares          | Lazio               | prestito con obbligo di riscatto (5 milioni €)      |
| C                | Cătălin Cîrjan        | Dinamo Bucarest     | definitivo                                          |
| C                | Mohamed Elneny        | Al-Jazira           | definitivo                                          |
| C                | Jack Henry-Francis    | Sligo Rovers        | prestito                                            |
| C                | Albert Sambi Lokonga  | Siviglia            | prestito                                            |
| C                | Charlie Patino        | Deportivo La Coruña | definitivo (1,2 milioni €)                          |
| C                | Emile Smith Rowe      | Fulham              | definitivo (27 milioni € + 7 milioni € bonus)       |
| C                | Fábio Vieira          | Porto               | prestito                                            |
| A                | Reiss Nelson          | Fulham              | prestito                                            |
| A                | Eddie Nketiah         | Crystal Palace      | definitivo (29,7 milioni €)                         |
| A                | Mika Biereth          | Sturm Graz          | definitivo (4 milioni £)                            |
| A                | Amario Cozier-Duberry | Brighton            | defintivo                                           |
| A                | Charles Sagoe Jr      | Shrewsbury Town     | prestito                                            |
| Altre operazioni |                       |                     |                                                     |
| R.               | Nome                  | a                   | Modalità                                            |
| D                | Cédric Soares         |                     | svincolato                                          |

## Risultati

### Premier League

#### Girone di andata
| Arbitro: | Gillett |

|                      |           |  |
| Havertz 25’ Saka 74’ | Marcatori |  |

| Arbitro: | Oliver |

|  |           |                         |
|  | Marcatori | 67’ Trossard 77’ Thomas |

| Arbitro: | Kavanagh |

|             |           |                |
| Havertz 38’ | Marcatori | 58’ João Pedro |

| Arbitro: | Gillett |

|  |           |             |
|  | Marcatori | 64’ Gabriel |

| Arbitro: | Oliver |

|                         |           |                             |
| Haaland 9’ Stones 90+8’ | Marcatori | 22’ Calafiori 45+1’ Gabriel |

| Arbitro: | Barrott |

|                                                    |           |                 |
| Martinelli 20’ Trossard 45+1’, 90+4’ Havertz 90+9’ | Marcatori | 47’, 63’ Justin |

| Arbitro: | Harrington |

|                                     |           |            |
| Havertz 58’ Martinelli 68’ Saka 88’ | Marcatori | 55’ Archer |

| Arbitro: | R. Jones |

|                                  |           |  |
| Christie 70’ Kluivert 79’ (rig.) | Marcatori |  |

| Arbitro: | Taylor |

|                    |           |                        |
| Saka 9’ Merino 43’ | Marcatori | 18’ Van Dijk 81’ Salah |

| Arbitro: | Brooks |

|          |           |  |
| Isak 12’ | Marcatori |  |

| Arbitro: | Oliver |

|          |           |                |
| Neto 70’ | Marcatori | 60’ Martinelli |

| Arbitro: | Hooper |

|                                 |           |  |
| Saka 15’ Thomas 52’ Nwaneri 86’ | Marcatori |  |

| Arbitro: | Taylor |

|                             |           |                                                                            |
| Wan-Bissaka 38’ Emerson 40’ | Marcatori | 10’ Gabriel 27’ Trossard 34’ (rig.) Ødegaard 36’ Havertz 45+5’ (rig.) Saka |

| Arbitro: | Barrott |

|                          |           |  |
| J. Timber 54’ Saliba 73’ | Marcatori |  |

| Arbitro: | Kavanagh |

|                |           |            |
| R. Jiménez 11’ | Marcatori | 52’ Saliba |

| Londra 14 dicembre 2024, ore 15:00 WET 16ª giornata | Arsenal | 0 – 0 referto | Everton | Emirates Stadium (60 176 spett.)\| Arbitro: \| Pawson \| |
| Arbitro:                                            | Pawson  |               |         |                                                          |

| Arbitro: | Hooper |

|             |           |                                                      |
| I. Sarr 11’ | Marcatori | 6’, 14’ G. Jesus 38’ Havertz 60’ Martinelli 84’ Rice |

| Arbitro: | England |

|             |           |  |
| Havertz 23’ | Marcatori |  |

| Arbitro: | Bankes |

|            |           |                                        |
| Mbeumo 13’ | Marcatori | 29’ G. Jesus 50’ Merino 53’ Martinelli |

#### Girone di ritorno
| Arbitro: | Taylor |

|                       |           |             |
| João Pedro 61’ (rig.) | Marcatori | 16’ Nwaneri |

| Arbitro: | Hooper |

|                                 |           |         |
| Solanke 40’ (aut.) Trossard 44’ | Marcatori | 25’ Son |

| Arbitro: | Kavanagh |

|                            |           |                           |
| Martinelli 35’ Havertz 55’ | Marcatori | 60’ Tielemans 68’ Watkins |

| Arbitro: | Oliver |

|  |           |               |
|  | Marcatori | 74’ Calafiori |

| Arbitro: | Bankes |

|                                                                   |           |             |
| Ødegaard 2’ Thomas 56’ Lewis-Skelly 62’ Havertz 76’ Nwaneri 90+3’ | Marcatori | 55’ Haaland |

| Arbitro: | Barrott |

|  |           |                 |
|  | Marcatori | 81’, 87’ Merino |

| Arbitro: | Pawson |

|  |           |           |
|  | Marcatori | 44’ Bowen |

| Nottingham 26 febbraio 2025, ore 19:30 WET 27ª giornata | Nottingham Forest | 0 – 0 referto | Arsenal | City Ground (30 200 spett.)\| Arbitro: \| Madley \| |
| Arbitro:                                                | Madley            |               |         |                                                     |

| Arbitro: | Taylor |

|                    |           |          |
| B. Fernandes 45+2’ | Marcatori | 74’ Rice |

| Arbitro: | Kavanagh |

|            |           |  |
| Merino 20’ | Marcatori |  |

| Arbitro: | Brooks |

|                     |           |             |
| Merino 37’ Saka 73’ | Marcatori | 90+4’ Muniz |

| Arbitro: | England |

|                   |           |              |
| Ndiaye 49’ (rig.) | Marcatori | 34’ Trossard |

| Arbitro: | Hooper |

|            |           |           |
| Thomas 61’ | Marcatori | 74’ Wissa |

| Arbitro: | Kavanagh |

|  |           |                                              |
|  | Marcatori | 14’, 69’ Trossard 28’ Martinelli 88’ Nwaneri |

| Arbitro: | Salisbury |

|                        |           |                    |
| Kiwior 3’ Trossard 42’ | Marcatori | 27’ Eze 83’ Mateta |

| Arbitro: | Gillett |

|          |           |                           |
| Rice 34’ | Marcatori | 67’ Huijsen 75’ Evanilson |

| Arbitro: | Taylor |

|                       |           |                           |
| Gakpo 20’ L. Díaz 21’ | Marcatori | 47’ Martinelli 70’ Merino |

| Arbitro: | Hooper |

|          |           |  |
| Rice 55’ | Marcatori |  |

| Arbitro: | Bond |

|             |           |                          |
| Stewart 56’ | Marcatori | 43’ Tierney 89’ Ødegaard |

### FA Cup

#### Fase finale
| Arbitro: | A. Madley |

|                              |                      |                                              |
| Gabriel 63’                  | Marcatori            | 52’ B. Fernandes                             |
| Ødegaard Havertz Rice Thomas | Tiri di rigore 3 – 5 | B. Fernandes Diallo Yoro L. Martínez Zirkzee |

### League Cup
| Arbitro: | J. Smith |

|                                                    |           |             |
| Rice 16’ Nwaneri 37’, 49’ Sterling 64’ Havertz 77’ | Marcatori | 53’ Collins |

| Arbitro: | Bankes |

|  |           |                                      |
|  | Marcatori | 24’ G. Jesus 33’ Nwaneri 57’ Havertz |

| Arbitro: | A. Madley |

|                        |           |                       |
| G. Jesus 54’, 73’, 81’ | Marcatori | 4’ Mateta 85’ Nketiah |

#### Semifinali
| Arbitro: | Brooks |

|  |           |                     |
|  | Marcatori | 37’ Isak 51’ Gordon |

| Arbitro: | Hooper |

|                       |           |  |
| Murphy 19’ Gordon 52’ | Marcatori |  |

### UEFA Champions League

#### Fase campionato
| Bergamo 19 settembre 2024, ore 21:00 CEST 1ª giornata | Atalanta | 0 – 0 referto | Arsenal | Gewiss Stadium (22 858 spett.)\| Arbitro: \| Turpin \| |
| Arbitro:                                              | Turpin   |               |         |                                                        |

| Arbitro: | Vinčić |

|                      |           |  |
| Havertz 20’ Saka 35’ | Marcatori |  |

| Arbitro: | Bastien |

|                   |           |  |
| Riznyk 29’ (aut.) | Marcatori |  |

| Arbitro: | István Kovács |

|                         |           |  |
| Çalhanoğlu 45+3’ (rig.) | Marcatori |  |

| Arbitro: | Marciniak |

|            |           |                                                                    |
| Inácio 47’ | Marcatori | 7’ Martinelli 22’ Havertz 41’ Gabriel 65’ (rig.) Saka 82’ Trossard |

| Arbitro: | Massa |

|                           |           |  |
| Saka 34’, 78’ Havertz 88’ | Marcatori |  |

| Arbitro: | Siebert |

|                                    |           |  |
| Rice 2’ Havertz 66’ Ødegaard 90+1’ | Marcatori |  |

| Arbitro: | Mariani |

|             |           |                                 |
| Danjuma 28’ | Marcatori | 38’ (rig.) Jorginho 42’ Nwaneri |

#### Fase a eliminazione diretta

##### Ottavi di finale
| Arbitro: | Gil Manzano |

|                 |           |                                                                                |
| Lang 43’ (rig.) | Marcatori | 18’ Timber 21’ Nwaneri 31’ Merino 47’, 73’ Ødegaard 48’ Trossard 85’ Calafiori |

| Arbitro: | Obrenović |

|                      |           |                          |
| Zinčenko 6’ Rice 37’ | Marcatori | 18’ Perišić 70’ Driouech |

##### Quarti di finale
| Arbitro: | Peljto |

|                          |           |  |
| Rice 58’, 70’ Merino 75’ | Marcatori |  |

| Arbitro: | Letexier |

|              |           |                           |
| Vinícius 67’ | Marcatori | 65’ Saka 90+3’ Martinelli |

##### Semifinali
| Arbitro: | Vinčić |

|  |           |            |
|  | Marcatori | 4’ Dembélé |

| Arbitro: | Zwayer |

|                       |           |          |
| Fabián 27’ Hakimi 72’ | Marcatori | 76’ Saka |

## Statistiche finali

### Statistiche di squadra
| Competizione     | Punti | In casa | In casa | In casa | In casa | In casa | In casa | In trasferta | In trasferta | In trasferta | In trasferta | In trasferta | In trasferta | Totale | Totale | Totale | Totale | Totale | Totale | DR  |
| Competizione     | Punti | G       | V       | N       | P       | Gf      | Gs      | G            | V            | N            | P            | Gf           | Gs           | G      | V      | N      | P      | Gf     | Gs     | DR  |
| ---------------- | ----- | ------- | ------- | ------- | ------- | ------- | ------- | ------------ | ------------ | ------------ | ------------ | ------------ | ------------ | ------ | ------ | ------ | ------ | ------ | ------ | --- |
| Premier League   | 74    | 19      | 11      | 6       | 2       | 35      | 17      | 19           | 9            | 8            | 2            | 34           | 17           | 38     | 20     | 14     | 4      | 69     | 34     | +35 |
| FA Cup           | -     | 1       | 0       | 1       | 0       | 1       | 1       | 0            | 0            | 0            | 0            | 0            | 0            | 1      | 0      | 1      | 0      | 1      | 1      | 0   |
| League Cup       | -     | 3       | 2       | 0       | 1       | 8       | 5       | 2            | 1            | 0            | 1            | 3            | 2            | 5      | 3      | 0      | 2      | 11     | 7      | +4  |
| Champions League | 19    | 7       | 5       | 1       | 1       | 14      | 3       | 7            | 4            | 1            | 2            | 17           | 7            | 14     | 9      | 2      | 3      | 31     | 10     | +21 |
| Totale           | -     | 30      | 18      | 8       | 4       | 58      | 26      | 27           | 13           | 9            | 5            | 48           | 26           | 58     | 32     | 17     | 9      | 112    | 52     | +60 |

### Andamento in campionato
| Giornata  | 1 | 2 | 3 | 4 | 5 | 6 | 7 | 8 | 9 | 10 | 11 | 12 | 13 | 14 | 15 | 16 | 17 | 18 | 19 | 20 | 21 | 22 | 23 | 24 | 25 | 26 | 27 | 28 | 29 | 30 | 31 | 32 | 33 | 34 | 35 | 36 | 37 | 38 |
| --------- | - | - | - | - | - | - | - | - | - | -- | -- | -- | -- | -- | -- | -- | -- | -- | -- | -- | -- | -- | -- | -- | -- | -- | -- | -- | -- | -- | -- | -- | -- | -- | -- | -- | -- | -- |
| Luogo     | C | T | C | T | T | C | C | T | C | T  | T  | C  | T  | C  | T  | C  | T  | C  | T  | T  | C  | C  | T  | C  | T  | C  | T  | T  | C  | C  | T  | C  | T  | C  | C  | T  | C  | T  |
| Risultato | V | V | N | V | N | V | V | P | N | P  | N  | V  | V  | V  | N  | N  | V  | V  | V  | N  | V  | N  | V  | V  | V  | P  | N  | N  | V  | V  | N  | N  | V  | N  | P  | N  | V  | V  |
| Posizione | 1 | 1 | 4 | 2 | 4 | 3 | 3 | 4 | 3 | 5  | 4  | 4  | 3  | 3  | 3  | 3  | 3  | 2  | 2  | 2  | 2  | 2  | 2  | 2  | 2  | 2  | 2  | 2  | 2  | 2  | 2  | 2  | 2  | 2  | 2  | 2  | 2  | 2  |

Legenda:

Luogo: C = Casa; T = Trasferta. Risultato: R = Rinviata; V = Vittoria; N = Pareggio; P = Sconfitta.

### Andamento in Champions League
| Giornata  | 1  | 2  | 3 | 4  | 5 | 6 | 7 | 8 |
| --------- | -- | -- | - | -- | - | - | - | - |
| Luogo     | T  | C  | C | T  | T | C | C | T |
| Risultato | N  | V  | V | P  | V | V | V | V |
| Posizione | 16 | 13 | 9 | 12 | 7 | 3 | 3 | 3 |

Legenda:

Luogo: C = Casa; T = Trasferta. Risultato: V = Vittoria; N = Pareggio; P = Sconfitta.

### Statistiche individuali
| Giocatore         | Premier League | Premier League | Premier League | Premier League | FA Cup   | FA Cup | FA Cup      | FA Cup     | EFL Cup  | EFL Cup | EFL Cup     | EFL Cup    | Champions League | Champions League | Champions League | Champions League | Totale   | Totale | Totale      | Totale     |
| Giocatore         | Presenze       | Reti           | Ammonizioni    | Espulsioni     | Presenze | Reti   | Ammonizioni | Espulsioni | Presenze | Reti    | Ammonizioni | Espulsioni | Presenze         | Reti             | Ammonizioni      | Espulsioni       | Presenze | Reti   | Ammonizioni | Espulsioni |
| ----------------- | -------------- | -------------- | -------------- | -------------- | -------- | ------ | ----------- | ---------- | -------- | ------- | ----------- | ---------- | ---------------- | ---------------- | ---------------- | ---------------- | -------- | ------ | ----------- | ---------- |
| N. Butler-Oyedeji | 0              | 0              | 0              | 0              | 0        | 0      | 0           | 0          | 0        | 0       | 0           | 0          | 1                | 0                | 0                | 0                | 1        | 0      | 0           | 0          |
| R. Calafiori      | 19             | 2              | 4              | 0              | 0        | 0      | 0           | 0          | 2        | 0       | 1           | 0          | 8                | 1                | 2                | 0                | 29       | 3      | 7           | 0          |
| Gabriel           | 28             | 3              | 4              | 0              | 1        | 1      | 1           | 0          | 4        | 0       | 0           | 0          | 9                | 1                | 1                | 0                | 42       | 5      | 6           | 0          |
| A. Heaven         | 0              | 0              | 0              | 0              | 0        | 0      | 0           | 0          | 1        | 0       | 0           | 0          | 0                | 0                | 0                | 0                | 1        | 0      | 0           | 0          |
| G. Jesus          | 17             | 3              | 3              | 0              | 1        | 0      | 0           | 0          | 4        | 4       | 0           | 0          | 5                | 0                | 1                | 0                | 27       | 7      | 4           | 0          |
| K. Havertz        | 23             | 9              | 5              | 0              | 1        | 0      | 1           | 0          | 4        | 2       | 1           | 0          | 8                | 4                | 0                | 0                | 36       | 15     | 7           | 0          |
| Jorginho          | 15             | 0              | 5              | 0              | 1        | 0      | 0           | 0          | 5        | 0       | 0           | 0          | 6                | 1                | 0                | 0                | 27       | 1      | 5           | 0          |
| I. Kabia          | 0              | 0              | 0              | 0              | 0        | 0      | 0           | 0          | 1        | 0       | 0           | 0          | 0                | 0                | 0                | 0                | 1        | 0      | 0           | 0          |
| M. Kacurri        | 0              | 0              | 0              | 0              | 0        | 0      | 0           | 0          | 1        | 0       | 0           | 0          | 0                | 0                | 0                | 0                | 1        | 0      | 0           | 0          |
| J. Kiwior         | 17             | 1              | 1              | 0              | 0        | 0      | 0           | 0          | 3        | 0       | 0           | 0          | 10               | 0                | 1                | 0                | 30       | 1      | 2           | 0          |
| M. Lewis-Skelly   | 23             | 1              | 3              | 2              | 1        | 0      | 0           | 0          | 5        | 0       | 1           | 0          | 10               | 0                | 2                | 0                | 39       | 1      | 6           | 2          |
| G. Martinelli     | 33             | 8              | 1              | 0              | 1        | 0      | 0           | 0          | 4        | 0       | 0           | 0          | 13               | 2                | 2                | 0                | 51       | 10     | 3           | 0          |
| M. Merino         | 28             | 7              | 4              | 1              | 1        | 0      | 0           | 0          | 3        | 0       | 0           | 0          | 12               | 2                | 1                | 0                | 44       | 9      | 5           | 1          |
| J. Nichols        | 0              | 0              | 0              | 0              | 0        | 0      | 0           | 0          | 1        | 0       | 0           | 0          | 0                | 0                | 0                | 0                | 1        | 0      | 0           | 0          |
| R. Nelson         | 1              | 0              | 0              | 0              | 0        | 0      | 0           | 0          | 0        | 0       | 0           | 0          | 0                | 0                | 0                | 0                | 1        | 0      | 0           | 0          |
| E. Nwaneri        | 26             | 4              | 1              | 0              | 0        | 0      | 0           | 0          | 4        | 3       | 0           | 0          | 7                | 2                | 0                | 0                | 37       | 9      | 1           | 0          |
| N. Neto           | 0              | -0             | 0              | 0              | 0        | -0     | 0           | 0          | 0        | -0      | 0           | 0          | 1                | -1               | 0                | 0                | 1        | -1     | 0           | 0          |
| M. Ødegaard       | 30             | 3              | 4              | 0              | 1        | 0      | 0           | 0          | 3        | 0       | 0           | 0          | 11               | 3                | 0                | 0                | 45       | 6      | 4           | 0          |
| J. Porter         | 0              | -0             | 0              | 0              | 0        | -0     | 0           | 0          | 1        | -1      | 0           | 0          | 0                | -0               | 0                | 0                | 1        | -1     | 0           | 0          |
| D. Raya           | 38             | -34            | 3              | 0              | 1        | -1     | 0           | 0          | 3        | -6      | 0           | 0          | 13               | -9               | 2                | 0                | 55       | -50    | 5           | 0          |
| D. Rice           | 35             | 4              | 5              | 1              | 1        | 0      | 0           | 0          | 3        | 1       | 0           | 0          | 13               | 4                | 3                | 0                | 52       | 9      | 8           | 1          |
| W. Saliba         | 35             | 2              | 2              | 1              | 1        | 0      | 0           | 0          | 4        | 0       | 1           | 0          | 11               | 0                | 0                | 0                | 51       | 2      | 3           | 1          |
| B. Saka           | 25             | 6              | 3              | 0              | 0        | 0      | 0           | 0          | 3        | 0       | 0           | 0          | 9                | 6                | 1                | 0                | 37       | 12     | 4           | 0          |
| T. Setford        | 0              | -0             | 0              | 0              | 0        | -0     | 0           | 0          | 1        | -0      | 0           | 0          | 0                | -0               | 0                | 0                | 1        | -0     | 0           | 0          |
| R. Sterling       | 17             | 0              | 1              | 0              | 1        | 0      | 0           | 0          | 4        | 1       | 1           | 0          | 6                | 0                | 3                | 0                | 28       | 1      | 5           | 0          |
| Thomas            | 35             | 4              | 4              | 0              | 1        | 0      | 0           | 0          | 4        | 0       | 0           | 0          | 12               | 0                | 3                | 0                | 52       | 4      | 7           | 0          |
| K. Tierney        | 13             | 1              | 0              | 0              | 1        | 0      | 0           | 0          | 1        | 0       | 0           | 0          | 5                | 0                | 0                | 0                | 20       | 1      | 0           | 0          |
| J. Timber         | 30             | 1              | 7              | 0              | 1        | 0      | 0           | 0          | 4        | 0       | 0           | 0          | 13               | 1                | 2                | 0                | 48       | 2      | 9           | 0          |
| T. Tomiyasu       | 1              | 0              | 0              | 0              | 0        | 0      | 0           | 0          | 0        | 0       | 0           | 0          | 0                | 0                | 0                | 0                | 1        | 0      | 0           | 0          |
| L. Trossard       | 38             | 8              | 2              | 1              | 1        | 0      | 0           | 0          | 3        | 0       | 0           | 0          | 14               | 2                | 1                | 0                | 56       | 10     | 3           | 1          |
| B. White          | 17             | 0              | 2              | 0              | 0        | 0      | 0           | 0          | 0        | 0       | 0           | 0          | 9                | 0                | 1                | 0                | 26       | 0      | 3           | 0          |
| O. Zinčenko       | 15             | 0              | 1              | 0              | 0        | 0      | 0           | 0          | 2        | 0       | 0           | 0          | 6                | 1                | 0                | 0                | 23       | 1      | 1           | 0          |